# 334. Infanterie-Division (Wehrmacht)
Die 334. Infanterie-Division war ein Großverband des Heeres der deutschen Wehrmacht im Zweiten Weltkrieg.

## Geschichte

### Aufstellung
Die Division wurde am 25. November 1942 auf dem Truppenübungsplatz Grafenwöhr als Kriemhilde-Division aufgestellt. Ungewöhnlich war, dass ihre Bestandteile aus drei verschiedenen Wehrkreisen gebildet wurden. Sie verfügte über zwei Grenadier-Regimenter (aus den Wehrkreisen XIII und XVII) sowie ein Gebirgsjäger-Regiment (Wehrkreis XVIII). Das Artillerie-Regiment stellten der Wehrkreis XIII und XVIII auf.

### Verlegung nach Nordafrika
Sofort nach ihrer Bildung wurde sie nach Tunesien verlegt und dort der 5. Panzerarmee zugeteilt. Die Alliierten rückten auf Tunis und die Nachschubhäfen der Achsenmächte vor und den Achsenmächten drohte bereits im Winter 1942/43 die Einkesselung.

### Unternehmen Eilbote
Zusammen mit der 10. Panzer-Division und der Division „von Manteuffel“ verteidigte sie im Rahmen des „Unternehmen Eilbote“ im Januar 1943 erfolgreich Tunis und das nördliche Tunesien beim „Run for Tunis“. Zwischen Februar und März blieb die Division („Kampfgruppe Krause“) im nördlichen tunesischen Bergland und erlitt hier schwere Verluste, sie war an der Erstürmung von Djebel Manson beteiligt.

### Vernichtung im Brückenkopf von Bizerta
Sie wurde mit den „Phalange africaine“ Freiwilligenverbände des Vichy-Regimes, welche ihr zugeteilt worden waren, von der restlichen Armee getrennt, eingekesselt und ergab sich am 8. Mai 1943 wenige Tage vor dem Fall von Tunis den Truppen der Alliierten im Raum Beja (Medjez el Bab) im Brückenkopf von Bizerta.

### Wiederaufstellung

#### 80. Infanterie-Division
Am 5. Mai 1943 wurde die 80. Infanterie-Division unter der Bezeichnung Divisionskommando 80. Infanterie-Division als Stab für eine bis Ende Juli 1943 aufzustellende Division gebildet. Die Division wurde nach ihrer Vernichtung in Südfrankreich am 3. Juni 1943 neu aufgestellt, diesmal nur vom Wehrkreis XIII, und hierfür die Teile der nicht abschließend aufgestellten 80. Infanterie-Division als Stab für die neue 334. Infanterie-Division herangezogen. Am 20. Oktober 1943 übernahm Generalleutnant Scheller die Division, die nach Italien gebracht wurde.

### Verlegung an die Front in Italien
Bei der Heeresgruppe C eingesetzt, wurde sie im Rahmen des LXXVI. Panzerkorps im Abschnitt der 10. Armee an der ligurischen Küste im Raum Genua eingesetzt. Anfang 1944 wurde sie im Verband des LI. Gebirgskorps südlich von Pescara an die Gustav-Linie zwischen Orsogna und Guardiagrele östlich des Majella-Massivs verlegt.

### Cassino
Teile der Division wurden bei Pontecorvo in der Schlachten um Monte Cassino am Lauf der Flüsse Liri und Sacco eingesetzt. Nach dem Fall der Gustav-Linie zog sie sich nach Umbrien zurück. An der trasimenischen Linie bzw. Albert-Linie lag sie südwestlich von Castiglione del Lago am Trasimenischen See in Stellung. Nach dem Zusammenbruch der trasimenischen Linie in den ersten Julitagen 1944 war sie in Rückzugsgefechte im Val di Chiana und am Pratomagno südlich von Arezzo verwickelt.

### Auffrischung
Anschließend war sie zur Auffrischung erneut in Genua.

### Partisanenbekämpfung im Raum Reggello-Pelago
Von Ende Juli bis Ende August war sie im Raum Reggello-Pelago südöstlich von Florenz bei der Partisanenbekämpfung eingesetzt. Ende August wurde die Division in den Raum nördlich von Prato verlegt.

### Goten-Stellung
Im Oktober 1944 dem XIV. Panzerkorps zugeteilt, nahm sie an der Gotenstellung an den Abwehrkämpfen im Raum Bologna teil, wo sie zwischendurch auch dem I. Fallschirm-Korps unterstellt war.

### Kapitulation
In Norditalien ergaben sich im April 1945 die Reste der Division den Einheiten der 5. US-Armee.

## Kriegsverbrechen
Angehörige verschiedener Einheiten der Division waren in Italien zwischen Februar und September 1944 an mehreren Kriegsverbrechen beteiligt. Die meisten Opfer waren bei einer Partisanenbekämpfungsaktion nördlich von Prato in Figline am 6. September 1944 durch Angehörige des Grenadier-Regiments 756 zu verzeichnen, dabei wurden auf Befehl des Majors Karl Laqua 30 Personen erschossen oder erhängt.
Insgesamt wurden laut dem von der Deutschen Bundesregierung finanzierten und von einer Historikerkommission geleiteten Projekts Atlante degli Stragi Naziste e Fasciste in Italia (dt. Atlas der nazistischen und faschistischen Massaker in Italien) etwa 100 Personen durch Angehörige der 334. Infanterie-Division getötet.

## Gliederung
| 1942                                | 1943                             |
| ----------------------------------- | -------------------------------- |
| Grenadier-Regiment 754              |                                  |
| Grenadier-Regiment 755              |                                  |
| Gebirgs-Jäger-Regiment 756          | Grenadier-Regiment 756           |
| --                                  | Divisions-Füsilier-Bataillon 334 |
| Artillerie-Regiment 334             |                                  |
| Panzerjäger-Abteilung 334           |                                  |
| Aufklärungs-Abteilung 334           | --                               |
| Pionier-Bataillon 334               |                                  |
| Divisions-Nachrichten-Abteilung 334 |                                  |
| Divisions-Nachschubführer 334       |                                  |

## Kommandeure

### Division 334
- Oberst/Generalmajor Friedrich Weber (15. November 1942 bis 15. April 1943), im Januar 1943 zum Generalmajor befördert
- Generalmajor Fritz Krause (15. April bis zu seiner Gefangennahme in Tunesien am 9. Mai 1943)

### 334. Infanterie-Division
- Generalleutnant Heinz Ziegler (24. Mai bis 20. Oktober 1943)
- Generalleutnant Walter Scheller (20. Oktober bis 27. November 1943)
- Generalleutnant Hellmuth Böhlke (1. Februar 1944 bis 16. April 1945)
- Oberst (vermutlich Heinz-Walter) Schenck (16. April bis Kriegsende)